# 월터 F. 조지
월터 프랭클린 조지(Walter Franklin George, 1878년 1월 29일 ~ 1957년 8월 4일)는 미국의 정치인이다.

## 학력
- 1901 머서 대학교 법학과

## 경력
- 1901 변호사 개업
- 1907 ~ 1912 조지아 코델 사법 순회 법무 장관
- 1912 ~ 1917 조지아 고등 법원 판사
- 1917.01 ~ 1917.10 조지아 항소 법원 판사
- 1917 ~ 1922.11 조지아 대법원 판사
- 1922.11 ~ 1957.01 제67~84대 미국 조지아 연방상원의원
- 1940.07 ~ 1941.01 미국 상원 외교위원회 위원장
- 1941.01 ~ 1947.01 미국 상원 재정위원회 위원장
- 1949.01 ~ 1953.01 미국 상원 재정위원회 위원장
- 1955.01 ~ 1957.01 미국 상원 외교위원회 위원장
- 1955.01 ~ 1957.01 제84대 미국 상원 임시 의장

## 역대 선거 결과
| 선거명        | 직책명                  | 대수 | 정당   | 득표율  | 득표수    | 결과 | 당락                   |
| ------------- | ----------------------- | ---- | ------ | ------- | --------- | ---- | ---------------------- |
| 1922년 재선거 | 상원의원 (조지아 제3부) | 67대 | 민주당 | 100.00% | 75,838표  | 1위  | 조지아주 상원의원 당선 |
| 1926년 선거   | 상원의원 (조지아 제3부) | 70대 | 민주당 | 100.00% | 47,366표  | 1위  | 조지아주 상원의원 당선 |
| 1932년 선거   | 상원의원 (조지아 제3부) | 73대 | 민주당 | 92.82%  | 234,490표 | 1위  | 조지아주 상원의원 당선 |
| 1938년 선거   | 상원의원 (조지아 제3부) | 76대 | 민주당 | 95.11%  | 66,987표  | 1위  | 조지아주 상원의원 당선 |
| 1944년 선거   | 상원의원 (조지아 제3부) | 79대 | 민주당 | 100.00% | 272,569표 | 1위  | 조지아주 상원의원 당선 |
| 1950년 선거   | 상원의원 (조지아 제3부) | 82대 | 민주당 | 100.00% | 261,290표 | 1위  | 조지아주 상원의원 당선 |